# Англ сир Корез
Англ сир Корез (фр. Angles-sur-Corrèze) насеље је и општина у централној Француској у региону Лимузен, у департману Корез која припада префектури Тил.
По подацима из 2011. године у општини је живело 104 становника, а густина насељености је износила 21,99 становника/km². Општина се простире на површини од 4,73 km². Налази се на средњој надморској висини од 250 метара (максималној 481 m, а минималној 224 m).

## Демографија
| 1962. | 1968. | 1975. | 1982. | 1990. | 1999. | 2011. |
| ----- | ----- | ----- | ----- | ----- | ----- | ----- |
| 72    | 72    | 66    | 94    | 111   | 108   | 104   |

График промене броја становника у току последњих година